# Blaptica dubia
Gián Dubia (Blaptica dubia), còn được gọi là gián đốm cam, gián đốm Guyana, hoặc gián gỗ Argentina, là một loài gián có kích thước trung bình, phát triển đến khoảng 40–45 mm.

## Mô tả
Chúng là loài dị hình giới tính; con đực trưởng thành có đôi cánh bao phủ toàn bộ cơ thể, trong khi con cái chỉ có những chiếc cuống cánh nhỏ - cánh trước của chúng có chiều dài khoảng 1/4 chiều dài cơ thể. Con trưởng thành có màu nâu sẫm đến đen với hoa văn đốm/sọc màu cam nhạt hơn đôi khi chỉ nhìn thấy trong ánh sáng chói. Màu sắc hơi khác tùy thuộc vào môi trường và chế độ ăn từ đàn này sang đàn khác. Blaptica dubia là động vật một phần noãn thai sinh, sinh ra con non sau khi trứng nở bên trong con cái, và có thể sinh 20 đến 40 nhộng mỗi tháng trong điều kiện thuận lợi.

## Phân bố

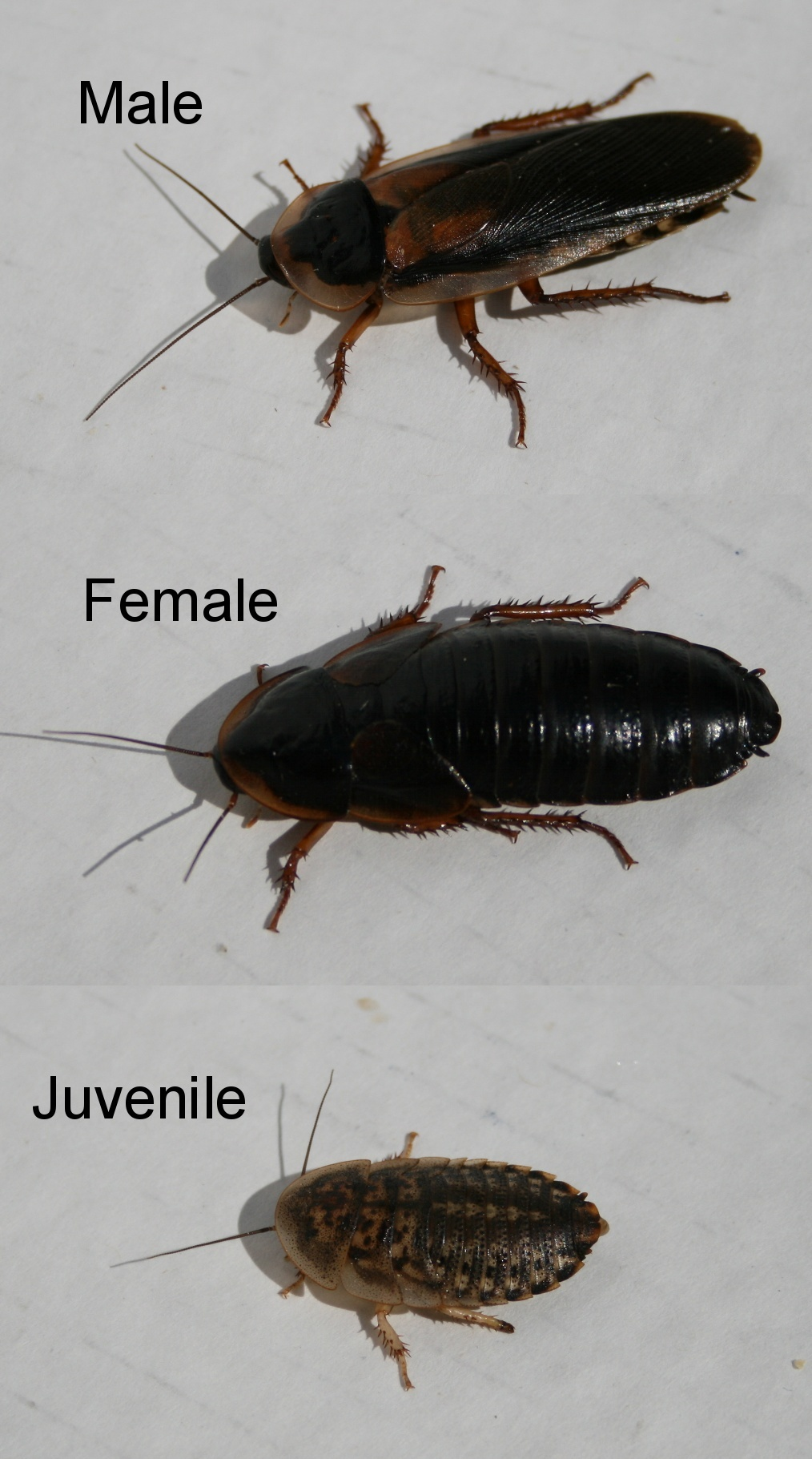
Gián Dubia: Con đực trưởng thành, con cái trưởng thành và con non.

Gián Dubia được tìm thấy ở Trung và Nam Mỹ, bắt đầu ở Costa Rica. Nó phổ biến từ Guiana thuộc Pháp và Brazil đến Argentina. Các mẫu vật được ghi lại trong tài liệu đã được tìm thấy ở Brazil, Argentina, và Uruguay.

## Môi trường sống
Nhiệt độ lý tưởng là đầu cao hơn của phạm vi từ 24 °C - 35 °C. Chúng sẽ không sinh sản dưới 20 °C. Chúng sẽ không lột xác thành công nếu độ ẩm quá thấp. Gián Dubia có thể chịu được độ ẩm thấp hơn nhiều loài gián khác. Loài gián này cũng sẽ cô lập nhiều nước hơn trong cơ thể khi được cho ăn đầy đủ hoa quả và nước sẽ được giải phóng vào những lúc căng thẳng.
Trong điều kiện nuôi nhốt, độ ẩm của chuồng trại ít quan trọng hơn việc cung cấp thức ăn có độ ẩm cao, phủ nhận sự cần thiết của chuồng trại khi so sánh với một số loài côn trùng vật nuôi nhiệt đới khác. Môi trường nuôi nhốt cần được giữ sạch sẽ và khô ráo để phân chúng khô ráo và không tạo ra môi trường cho vi khuẩn hoặc nấm phát triển. Các vĩ trứng giấy xếp chồng lên nhau theo chiều dọc giúp ích rất nhiều trong việc này, cũng như giúp luồng không khí tốt.

## Khả năng bay
Trong khi được biết đến là hiếm khi bay, những con đực trưởng thành có đôi cánh phát triển đầy đủ và cơ bắp có sắc tố đặc trưng của gián có thể đáp ứng nhu cầu năng lượng nhanh chóng của việc bay liên tục. Trong các vụ phóng thử nghiệm trong phòng thí nghiệm từ một đoạn đường dốc cao 2,5 m, B. dubia đực trưởng thành có thể đặt đúng vị trí lưng-bụng của chúng và nhanh chóng triển khai đôi cánh để điều khiển và hướng xuống của chúng; tuy nhiên, việc bay được hỗ trợ hoạt động đã không duy trì hoặc tăng độ cao của chúng. Những con cái trưởng thành chỉ có những cánh trước thô sơ và thiếu các cơ cần thiết cho việc bay, và không có khả năng điều khiển được việc bay trong các vụ phóng thử nghiệm.

## Leo trèo
Cả con trưởng thành và con non đều không thể leo lên các bề mặt nhẵn, thẳng đứng, vì chúng không có chân khớp phát triển.

## Chế độ ăn
Gián Dubia là loài động vật ăn quả thích trái cây và ngũ cốc, tránh xa (nhưng vẫn ăn) các nguồn protein cao, chẳng hạn như thịt hoặc phân thải từ các động vật khác. Họ đặc biệt thích các loại rau nửa ngọt. Thức ăn thích hợp để nuôi gián Dubia bao gồm: cà rốt, tất cả các loại trái cây nhiệt đới (xoài và đu đủ), táo, bơ, chuối, anh đào, lê, cam, dâu tây, ngô tươi, cà chua (một số cá thể không quan tâm đến cà chua trong khi những con khác sẵn sàng ăn), và rau diếp (không phải iceberg hoặc romaine) —nhiều loại rau lá xanh khác sẽ được chấp nhận, kể cả các loại thảo mộc. Tất cả các loại thức ăn khô cho chó/mèo, thức ăn cho cá, thức ăn viên cho động vật gặm nhấm, bột tắc kè mào và thức ăn cho rồng úc cũng có thể được sử dụng để bổ sung vào chế độ ăn của chúng. Chúng cũng sẽ ăn cám lúa mì và các thực phẩm làm từ mầm, như bánh mì các loại, ngũ cốc ăn sáng không ngọt (chẳng hạn như Cheerios hoặc Special K), và thậm chí cả mì ống đã được làm mềm, mặc dù chế độ ăn như vậy phải được tăng cường với thực vật ăn được và trái cây để cung cấp đủ nước.

## Sinh sản
B. dubia là một loài noãn thai sinh, thường sinh con sống và thời kỳ mang thai trong một nghiên cứu kéo dài 48–64 ngày, trong môi trường 26 °C với các chu kỳ quang kỳ sáng và tối xen kẽ trong 12 giờ. Nó mang nang trứng, chứa khoảng 20-35 trứng, cho đến khi chúng sẵn sàng nở, hoặc có thể rụng sớm hơn trong điều kiện căng thẳng. Con trưởng thành sống đến 2 năm, con cái dài hơn con đực một chút. Tốc độ tăng trưởng và sinh sản nhạy cảm với các điều kiện môi trường, tối ưu là 25–30 °C và độ ẩm tương đối trên 60%.

## Làm mồi
Blaptica dubia đã trở thành một loài côn trùng mồi phổ biến, đặc biệt là đối với những người đam mê và sở hữu nhện tarantula, động vật lưỡng cư và bò sát. Việc nuôi giữ hoặc sinh sản loài côn trùng này trở nên dễ dàng hơn do chúng không có khả năng nhảy hoặc leo lên bề mặt nhẵn, di chuyển tương đối chậm và hiếm khi bay. Chúng cũng yên tĩnh, không giống như dế, và các yêu cầu về môi trường nhiệt đới làm giảm khả năng hình thành các lối thoát hiểm trong khí hậu lạnh hơn, khô hơn. B. dubia có thể gây ra dị ứng ở người, mặc dù chúng tạo ra mùi tương đối ít so với nhiều loài gián.
Một nghiên cứu cho thấy các loài gián khác (gián red runner, gián khè Madagascar) cung cấp thành phần dinh dưỡng giàu protein, ít chất béo tương tự như dế, nhiều hơn so với sâu bột hoặc sâu gạo. Nội dung trong ruột của gián, tùy thuộc vào chế độ ăn uống của nó, có thể cung cấp các chất dinh dưỡng thiết yếu không có sẵn từ một con gián có ruột rỗng. Hàm lượng vitamin và khoáng chất ở gián được nghiên cứu đại diện tốt ngoại trừ tỷ lệ calci thấp: tỷ lệ phosphor điển hình ở gián và tương đối thấp vitamin A và E ở gián nuôi nhốt. Việc bổ sung những chất dinh dưỡng này cho gián ăn được khuyến khích. Một nghiên cứu về loài tắc kè hoa Furcifer pardalis cho thấy sự thiếu hụt vitamin A làm giảm tuổi thọ và giảm tỷ lệ sinh sản.

### Tính hợp pháp
Canada và một số bang của Hoa Kỳ không cho phép nhập khẩu B. dubia, bị một số người coi là loài xâm lấn. Một người đàn ông ở Florida đã bị bắt vì các cáo buộc trọng tội vào năm 2011, liên quan đến việc đặt hàng 500 con B. dubia qua internet bằng cách sử dụng giấy phép được kiểm định, thường được cấp cho các nhà nghiên cứu.